# Kahshe Lake
Kahshe Lake är en sjö i Kanada.   Den ligger i District Municipality of Muskoka och provinsen Ontario, i den sydöstra delen av landet, 290 km väster om huvudstaden Ottawa. Kahshe Lake ligger 241 meter över havet. Arean är 4,0 kvadratkilometer. Den sträcker sig 3,9 kilometer i nord-sydlig riktning, och 2,8 kilometer i öst-västlig riktning.